# 浅田栄次
浅田 栄次（あさだ えいじ、慶応元年4月28日（1865年5月22日） - 大正3年（1914年）11月10日）は、日本の英語学者、エスペランティスト、聖書学者。

## 経歴
徳山藩の家に生まれ、京都中学校を1883年7月に同校を優等賞にて卒業。その後、上京し、東京英和学校(現：青山学院)を経て、1886年に工部大学校予科を優等賞にて卒業。学制改革に伴い、第一高等学校を経て、帝国大学理科大学（現：東京大学理学部）へ進学。キリスト教に対する信仰心の高まりもあり、中退後に渡米しノースウェスタン大学にて神学と言語学を学ぶ。1893年、シカゴ大学にて第一号となる博士号を取得した
（博士論文：旧約聖書ゼカリヤ書（第1章 - 第8章）の原典比較研究）。
1893年7月に帰国し、旧約聖書の研究の進展を目指し、青山学院神学部にて教授に着任。その後、東京外国語学校（現：東京外国語大学）などにおいて英語教育に尽力した。東京外国語大学府中キャンパスには，浅田栄次顕彰碑が建立されている。墓所は多磨霊園。

## エスペラント活動
1906年に浅田栄次、黒板勝美、安孫子貞治郎らが日本エスペラント協会の設立に加わる。その後、東京外国語学校内にエスペラント課を設置するなど、エスペラントの普及に携わった。

## 栄典
位階
- 1914年（大正3年）11月10日 - 従四位[8]

勲章等
- 1910年（明治43年）12月26日 - 勲六等瑞宝章[9]
- 1914年（大正3年）11月10日 - 勲五等瑞宝章[8]